# Cobadin
Cobadin is een Roemeense gemeente in het district Constanța.
Cobadin telt 8893 inwoners.